# Megasema burraui
Megasema burraui är en fjärilsart som beskrevs av Nordström 1944. Megasema burraui ingår i släktet Megasema och familjen nattflyn. Inga underarter finns listade i Catalogue of Life.